# Cuconeștii Noi
Cuconeștii Noi è un comune della Moldavia situato nel distretto di Edineț di 2.081 abitanti al censimento del 2004

## Località
Il comune è formato dall'insieme delle seguenti località (Popolazione 2004):
- Cuconeștii Noi (2.080 abitanti)
- Cuconeștii Vechi (1 abitante)